# Trowbridge Seymour bárója
A Trowbridge Seymour bárója (Baron Seymour of Trowbridge) angol főnemesi cím volt. 1641. február 19-én hozta létre I. Károly angol király Francis Seymour számára. 1675-től a Somerset hercegi cím alárendelt (mellék)címe lett, majd amikor 1750-ben Algernon Seymour, Somerset 7. hercege elhunyt, a cím kihalt.

## Francis Seymour, Trowbridge Seymour 1. bárója

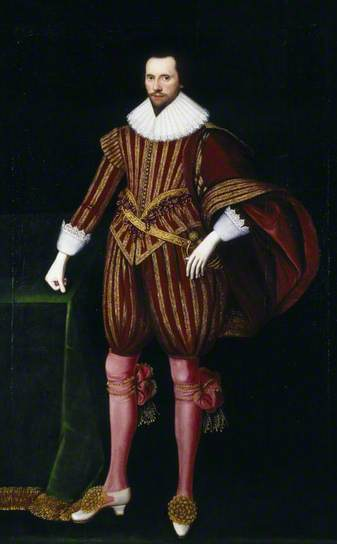
Francis Seymour, Trowbridge Seymour 1. bárója

Wiltshire, azaz Wilt megye

Francis Seymour  (~1590–1664. július 12.) Edward Seymour, Somerset 1. hercegének dédunokája, Edward Seymour, Hertford 1. grófjának  unokája, Lord Beauchamp második fia volt, William, Somerset második hercegének az öccse.
1611-ben azzal vádolták, hogy segítette testvére, William Seymour és Arabella Stuart szökését, de tagadta a vádakat. 1613-ban I. Jakab király lovaggá ütötte. 1620-ban Wiltshire parlamenti képviselője lett, majd 1624-ben Marlborough-t képviselte. Erőteljesen támogatta a Spanyolország elleni háborút, de ellenezte a kontinensen folytatandó nagyobb katonai hadműveleteket. 1625-ben ismét Wiltshire képviselője lett, és a parlamentben a király által kért adók csökkentését javasolta. Nem fogadta el a George Villiers, Buckingham első hercegetől érkező politikai ajánlatokat, és hevesen bírálta a kormányzat korrupcióját és a hivatalok árusítását. 1626-ban újra parlamenti képviselőként indult, de Wiltshire seriffjévé nevezték ki, hogy megakadályozzák a részvételét.
1628-ban ismét Wiltshire képviselője lett, és támogatta Wentworth politikáját, többek között a Habeas Corpus törvényjavaslatot és a Petition of Right egyes módosításait. 1639-ben visszautasította a hajópénz megfizetését. 1640-ben Wiltshire képviselője lett a rövid parlamentben, majd Marlborough képviselője a hosszú parlamentben. A királypártiakhoz közeledve 1641-ben Trowbridge bárójává emelték. A Lordok Házában ellenezte Strafford gróf kivégzését, és 1642-ben aláírta azt a nyilatkozatot, amely szerint a királynak nem állt szándékában polgárháborút indítani.
A polgárháború idején támogatta I. Károlyt, ezért a parlament árulónak nyilvánította. 1642-ben testvérével, Hertford márkijával együtt a Nyugat-Angliában szervezte a királypárti csapatokat, és később a walesi területeken is hasonló feladatokat látott el. 1643 decemberében tiltakozott a skótok angliai beavatkozása ellen. 1645-ben az oxfordi védelemért és kormányzásért felelős bizottság tagja lett, majd részt vett az Uxbridge-i tárgyalásokon. Ugyanebben az évben a Lancaster Hercegség kancellárjává nevezték ki.
Oxford 1646-os megadása után súlyos pénzbírságot kapott, és 1647-ben Hampton Courtban részt vett egy tanácskozáson, de az angol polgárháború további szakaszaiban már nem vállalt aktív szerepet. A monarchia 1660-as restaurációja után ismét kinevezték a Lancasteri Hercegség kancellárjává. 1664-ben hunyt el, és a Bedwyn magnai templomban temették el.

## Charles Seymour, Trowbridge Seymour 2. bárója
A bárói cím öröklése előtt Charles Seymour  (~1621–1665) 1640-ben Great Bedwyn parlamenti képviselője volt a Rövid Parlamentben, majd 1661 és 1664 között Wiltshire-t képviselte. 
Első felesége Mary Smith volt, 1654-ben másodszor is megnősült. Felesége Elizabeth Alington (1635–kb. 1691), William Alington, Killard 1. bárójának lánya volt. Charles Seymour két túlélő fia, Francis és Charles egymás után örökölték a Somerset hercegi címet, amely nagyapjuk öröksége volt.

## Somerset hercegei
- Francis Seymour (1658-1678), Somerset 5. hercege, Trowbridge Seymour 3. bárója
- Charles Seymour (1662-1748), Someset 6. hercege, Trowbridge Seymour 4. bárója
- Algernon Seymour (1684-1750), Somerset 7. hercege, Trowbridge Seymour 4. bárója

1750-ben a cím kihalt.

## Címer
Négyelt pajzs. Az 1. és 4. negyed: arany mezőben vörös ék, amelyet hat kék liliom kísér, az éken három arany, járó, szembenéző oroszlán. A címerbővítmény a Jane Seymour számára 1536-ban VIII. Henrik által adományozott házassági megtisztelés (augmentation of honour). A három oroszlán a Plantagenêt-ház címere. A hat kék liliom (fleurs-de-lys azur) a francia királyi címerre utal, amelyet az angol uralkodók VI. Eduárd apai ága, a Tudorok, valamint az őket megelőző Plantagenetek is viseltek, mivel hosszú ideig igényt tartottak a francia trónra. 1547. augusztus 10-én VI. Eduárd király újra odaítélte ezt a címerbővítményt nagybátyjának, Edward Seymournak, Somerset 1. hercegének. A 2. és 3. negyed: a wulfhall-i Seymour család címere: Vörös mezőben két egymáshoz csatolt, csapdára állított arany szárny.
A címer kialakulását és fejlődését a Somerset hercege szócikk mutatja be.

## Fordítás
- Ez a szócikk részben vagy egészben  a   Baron Seymour of Trowbridge című angol Wikipédia-szócikk ezen változatának fordításán alapul.  Az eredeti cikk szerkesztőit annak laptörténete sorolja fel. Ez a jelzés csupán a megfogalmazás eredetét és a szerzői jogokat jelzi, nem szolgál a cikkben szereplő információk forrásmegjelöléseként.
- Ez a szócikk részben vagy egészben  a   Francis Seymour, 1st Baron Seymour of Trowbridge című angol Wikipédia-szócikk ezen változatának fordításán alapul.  Az eredeti cikk szerkesztőit annak laptörténete sorolja fel. Ez a jelzés csupán a megfogalmazás eredetét és a szerzői jogokat jelzi, nem szolgál a cikkben szereplő információk forrásmegjelöléseként.
- Ez a szócikk részben vagy egészben  a   Charles Seymour, 2nd Baron Seymour of Trowbridge című angol Wikipédia-szócikk ezen változatának fordításán alapul.  Az eredeti cikk szerkesztőit annak laptörténete sorolja fel. Ez a jelzés csupán a megfogalmazás eredetét és a szerzői jogokat jelzi, nem szolgál a cikkben szereplő információk forrásmegjelöléseként.